# Mohikán (album)
A Mohikán a Republic stúdióalbuma 2004-ből.
Az első olyan album, amin a basszusgitáros Boros Csaba dalszöveget írt és énekel is (Sose ébressz fel, ha más dala szól).

## Dalok
Amely daloknál a szerzőséget nem jelöltük, Cipő szerzeményei.
1. Mohikán
2. Dudu (Boros Csaba–Bódi László)
3. Varsó hiába várod (Boros Csaba–Bódi László)
4. Állami Áruház
5. Woodstock virágai (Tóth Zoltán)
6. Csak a testünk múlik el
7. Kezedre üss rá most!!! (Patai Tamás–Bódi László)
8. Sose ébressz fel, ha más dala szól (Boros Csaba)
9. Veszel vagy Eladsz (Patai Tamás–Bódi László)
10. Kedves Hazám
11. Az összes dalom

## Közreműködtek
- Tóth Zoltán – Fender Telecaster gitár, A90 Roland Master keyboard, zongora, ének
- Patai Tamás – Fender Stratocaster, Aria AMG 70 gitárok, Yamaha Grand Concert-3A, vokál
- Nagy László Attila – Premier dobok, Roland TD10, ütőhangszerek
- Boros Csaba – Rickenbacker 4001 basszusgitár, Aria Sandpiper akusztikus gitár, ének, vokál
- „Cipő” – ének, zongora, vokál
- Szabó András – hegedű
- Halász Gábor – Aria Sandpiper akusztikus gitár
- „Brúnó” Máthé László – csörgő
- Dózsa Mária – hegedű
- Hegyaljai-Boros Zoltán – brácsa
- Négyessy Katalin – cselló
- Németh Orsi – vokál
- Veér Bertalan – hegedű
- Honvéd Táncszínház táncosai – vokál

## Toplistás szereplései
Az album 15 héten át szerepelt a Mahasz Top 40-es eladási listáján, legjobb helyezése 5. volt. A 2004-es éves összesített listán az eladott példányszámok alapján a 36. helyen végzett.
A Dudu a rádiós Top 40-es listán 18 héten át szerepelt, legjobb helyezése 30. volt. A 2005-ös rádiós Top 100-as listán a dal az 56. helyen végzett.